# Zentralinstitut Islam-Archiv-Deutschland
Das Zentralinstitut Islam-Archiv-Deutschland Stiftung e.V. (ZIAD) ist ein 1927 in Berlin gegründetes zentrales Archiv über die islamischen Gemeinschaften in Deutschland und damit zugleich die älteste islamische Einrichtung im deutschsprachigen Raum. Seit 1981 hat es seinen Sitz in Soest. Seniordirektor und spiritus rector war Muhammad Salim Abdullah, der lange als Mitglied und Vertreter des Islamischen Weltkongresses gewirkt hat. Zum Stiftungsratsvorsitzenden wurde am 11. November 2012 Stefan Loubichi berufen. Nach dem Tod von Muhammad Salim Abdullah am 26. Oktober 2016 übertrug seine Enkelin und Erbin Lejla Bednorz das Archiv der Universität Münster.

## Satzungsgemäße Aufgaben
1. Das ZIAD bewahrt und erforscht die Urkunden und Dokumente der islamischen Gemeindegründungen in Deutschland seit 1739.
2. Es gewährleistet dokumentarische Begleitung und Betreuung der islamischen Minderheit in der Bundesrepublik Deutschland.
3. Es dient der Förderung des Dialogs zwischen den hier lebenden Muslimen und ihren Gemeinschaften und den Angehörigen anderer Glaubensbekenntnisse und Weltanschauungen.
4. Das Institut erstellt Gutachten für Behörden und sonstige Körperschaften sowie Verbände.

## Dokumentenbestände
Die Dokumentensammlungen umfassen:
1. Islam in Deutschland
2. Islam in Europa
3. Islamische Weltorganisationen
4. Islam in außereuropäischen Ländern
5. Christliche Minderheiten in der islamischen Welt
6. Christlich-islamischer Dialog
7. Christliche Mission unter Muslimen
8. Schule und Religionsunterricht
9. Frage der Anerkennung des Islam in Deutschland
10. Rundfunkarchiv
11. Internationale islamische Zeitschriften
12. Kirchen zur Ausländerpolitik

Die Bibliothek umfasst 2005 rund 6.000 Titel der Gegenstandsbereiche: Islam in Deutschland, Europa, Dialog, Ausländerfragen, islamische Theologie und Geschichte, sowie christliche Theologie. Das Institut besitzt die umfangreichste Sammlung historischer deutschsprachiger Koranausgaben.

## Öffentlichkeitsarbeit
Das Archiv verfügt über eine umfangreiche historische Ausstellung zur Geschichte des Islam in Deutschland, die für Kommunen und anderen Einrichtungen ausleihbar ist. Diese Ausstellung umfasst ca. 160 Gegenstände, Texttafeln und Bilder.
Der Verein gibt den Pressedienst Islam-Echo (vereinigt mit Islam-Nachrichten) heraus, der die Medien über Ereignisse und Entwicklungen in der islamischen Diaspora und in den moslemischen Weltorganisationen (Zitat) „aus der Sicht der Betroffenen“  informieren soll.
Die vierteljährlich erscheinende Zeitschrift Moslemische Revue (vereinigt mit „Die Islamische Gegenwart“, gegründet 1927) ist (Zitat) „eine unabhängige, meinungsfreudige, gesellschaftsoffene und dialogorientierte Zeitschrift. Sie ist das offizielle Mitteilungsblatt des Zentralinstitut Islam-Archiv-Deutschland e.V. und der Trägergemeinschaft des Instituts“.
Der Pressedienst und die Vierteljahreszeitschrift entstehen redaktionell in der „Außenstelle Münster / Osnabrück“.
Weitere Außenstellen mit diversen Funktionen gibt es in Bremen, Hamburg und Köln bzw. Duisburg.
Einmal jährlich wird der Muhammad-Nafi-Tschelebi-Medienpreis an deutschsprachige Autoren oder Autorinnen verliehen, die in Schriften, Vorträgen oder Projekten den Dialogs zwischen den hier lebenden Moslems und der Mehrheitsbevölkerung in besonderem Maße gefördert haben.
Preisträger waren unter anderem:
1. Michael Fitzgerald, emer. . Erzbischof, Präsident a. D. des Päpstlichen Rates für den interreligiösen Dialog
2. Michael Lüders, Journalist und Publizist, Präsident der Deutsch-Arabischen-Gesellschaft
3. Romani Rose, Vorsitzender Zentralrat Deutscher Sinti und Roma
4. Walter Homolka, Rabbiner, Rektor des Abraham Geiger Kollegs an der Universität Potsdam